# Myrmecia borealis
Espèce
Myrmecia borealis est une espèce rare de fourmis originaire d'Australie. Les plus fortes populations de cette fourmi géante se trouvent dans la région de Sydney et le Nord de la péninsule du cap York (État du Queensland), au Nord-Est du pays.

## Systématique
L'espèce Myrmecia borealis a été initialement décrite en 1991 par Kazuo Ogata (d), entomologiste japonais, spécialiste des hyménoptères, et par Robert William Taylor (d), myrmécologiste australien.

## Nom vernaculaire et classement
Du fait de son agressivité, cet insecte social est aussi connu sous le nom vernaculaire de « fourmi bouledogue ».
La fourmi bouledogue appartient au genre Myrmecia, à la sous-famille Myrmeciinae.
La plupart des ancêtres des fourmis du genre Myrmecia n'ont été retrouvés que dans des fossiles, à l’exception de Nothomyrmecia macrops, seul parent vivant actuellement.

## Biologie
Myrmecia borealis est une espèce bicolore proche de Myrmecia auriventris et Myrmecia athertonensis pour ce qui relève de sa taille et de sa morphologie générale. Cependant ses antennes et ses mandibules sont jaunâtres, voire brunes, et ses pattes sont d'un brun tirant vers le noir. Son corps est couvert de poils épars, très fins et courts, de couleur jaune doré.

## Publication originale
- (en) K. Ogata et R. W. Taylor, « Ants of the genus Myrmecia Fabricius: a preliminary review and key to the named species (Hymenoptera: Formicidae: Myrmeciinae) », Journal of Natural History, Taylor & Francis, vol. 25, no 6,‎ décembre 1991, p. 1623-1673 (ISSN 0022-2933 et 1464-5262, DOI 10.1080/00222939100771021, lire en ligne).